# Good Luck, Babe!
Good Luck, Babe! è un singolo della cantautrice statunitense Chappell Roan, pubblicato il 5 aprile 2024.
È stato riconosciuto come uno dei migliori brani del 2024, venendo premiato con il BRIT Award alla canzone internazionale nell'edizione 2025.

## Antefatti e descrizione
Attraverso una e-mail inviata ai fan nei primi giorni di aprile, Roan conferma che il singolo sarebbe stato pubblicato il 5 dello stesso mese, scrivendo che la canzone riguardi «l'augurare buona fortuna a qualcuno che sta negando il proprio destino» e rivelando contestualmente che sarebbe stata «la prima pubblicazione tratta dal prossimo capitolo» in seguito all'album in studio di debutto del 2023 The Rise and Fall of a Midwest Princess. Il brano è stato pubblicato insieme al relativo lyric video ispirato alla cybercultura e creato attraverso l'impiego estensivo del carattere tipografico Comic Sans. Il 28 giugno è stata resa disponibile per l'acquisto in edizione limitata in 7".
Di genere synth pop e pop barocco, il brano è stato scritto da Roan insieme al noto musicista Justin Tranter e al produttore di fiducia Dan Nigro con l'intenzione di scrivere «un grande inno pop». Dal punto di vista lirico, il brano esplora il tema dell'eterosessualità obbligatoria e racconta la storia di una donna che cerca di reprimere i propri sentimenti per la cantante e per il sesso femminile in generale.

## Tracce
Testi e musiche di Kayleigh Amstutz, Justin Tranter e Dan Nigro.
Download digitale, streaming
1. Good Luck, Babe! – 3:38

7"
- Lato A

1. Good Luck, Babe!

- Lato B

1. Read & Make Out (Demo)

## Classifiche

### Classifiche settimanali
| Classifica (2024-25) | Posizione massima |
| -------------------- | ----------------- |
| Australia            | 4                 |
| Austria              | 8                 |
| Belgio (Fiandre)     | 7                 |
| Belgio (Vallonia)    | 7                 |
| Bielorussia          | 91                |
| Canada               | 4                 |
| Emirati Arabi Uniti  | 12                |
| Estonia              | 4                 |
| Filippine            | 8                 |
| Finlandia            | 40                |
| Francia              | 51                |
| Germania             | 18                |
| Grecia               | 12                |
| Irlanda              | 1                 |
| Islanda              | 4                 |
| Italia               | 65                |
| Lettonia             | 8                 |
| Libano               | 3                 |
| Lituania             | 11                |
| Lussemburgo          | 16                |
| Norvegia             | 18                |
| Nuova Zelanda        | 5                 |
| Paesi Bassi          | 25                |
| Panama               | 80                |
| Polonia              | 23                |
| Portogallo           | 19                |
| Regno Unito          | 2                 |
| Repubblica Ceca      | 54                |
| Romania              | 5                 |
| Russia               | 137               |
| Singapore            | 4                 |
| Slovacchia           | 55                |
| Spagna               | 82                |
| Stati Uniti          | 4                 |
| Svezia               | 26                |
| Svizzera             | 18                |

### Classifiche di fine anno
| Classifica (2024) | Posizione |
| ----------------- | --------- |
| Australia         | 13        |
| Austria           | 47        |
| Canada            | 19        |
| Estonia           | 56        |
| Filippine         | 26        |
| Francia           | 151       |
| Germania          | 68        |
| Islanda           | 18        |
| Nuova Zelanda     | 14        |
| Paesi Bassi       | 84        |
| Polonia           | 78        |
| Portogallo        | 60        |
| Regno Unito       | 8         |
| Stati Uniti       | 18        |
| Svezia            | 81        |
| Svizzera          | 58        |